# فرودگاه هلیکوپتر آتش‌نشانی و نجات مید-کولومبیا
فرودگاه هلیکوپتر آتش‌نشانی و نجات مید-کولومبیا (به انگلیسی: Mid-Columbia Fire & Rescue Heliport) یک فرودگاه خصوصی است . این فرودگاه در شهر دلس، اورگن کشور ایالات متحده آمریکا قرار دارد و در ارتفاع ۴۸ متری از سطح دریا واقع شده‌است.